# Hypospila infima
Hypospila infima är en fjärilsart som beskrevs av Heinrich Benno Möschler 1880. Hypospila infima ingår i släktet Hypospila och familjen nattflyn. Inga underarter finns listade i Catalogue of Life.